# Коронація британського монарха

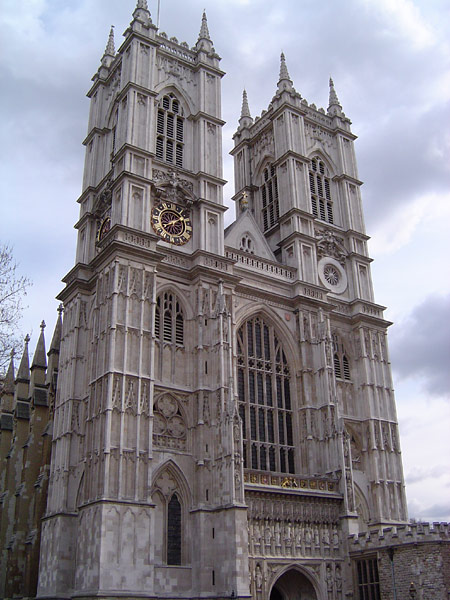
Коронування у Британії проводять у Вестмінстерському Абатстві

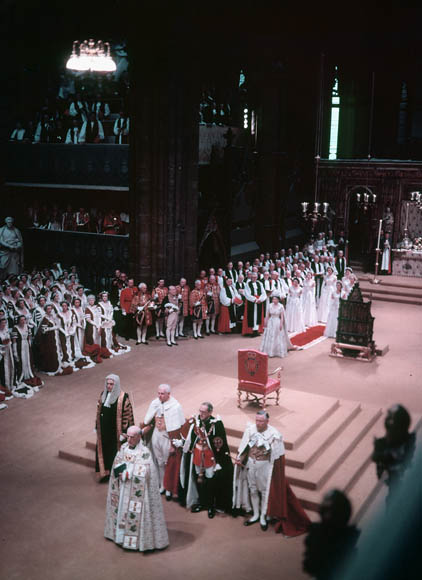
Коронація Єлизавети II, Вестмінстерське абатство, Лондон, 2 червня 1953

Коронація британського монарха — церемонія (обряд переходу), на якій монарха Об'єднаного королівства офіційно коронують і надають йому регалії. Вона відповідає коронаційним церемоніям, що вже існували у європейських країнах, які уже перейшли на інавгураційну та інтронізаційну церемонії.
Зазвичай коронацію проводять кілька місяців опісля смерті колишнього монарха, оскільки вона вважається веселим дійством, що є неприйнятним під час жалоби. Також це дає планувальникам достатньо часу, щоб зробити усі потрібні підготування. Наприклад, Єлизавету II коронували 2 червня 1953 року, хоча зійшла на престол 5 лютого 1952 року.
Церемонія проводиться архієпископом Кентерберійським, духовним главою церкви у Великій Британії. Інші священики та члени дворянства також мають свої завдання; більшість учасників церемонії зобов'язані бути одягненими у церемоніальний одяг або мантії. На цій церемонії також присутні багато політиків та гостей, включно з представниками інших країн.
Основні елементи коронації залишились майже незміненими упродовж тисячі років. Суверена спочатку показують людям і віддають на їхнє схвалення. Він або вона дають присягу дотримуватися державних та церковних законів. Після цього відбувається помазання монарха олією, коронація і наділення регалій, перед принесенням омажу.
Під час коронаційної літургії виконуються такі коронаційні гімни як Zadok the Priest, The King Shall Rejoice, My Heart Is Inditing та Let Thy Hand Be Strengthened, написані німецьким композитором Георгом Фрідріхом Генделем.